# 구룡포중학교
구룡포중학교(九龍浦中學校)는 대한민국 경상북도 포항시 남구 구룡포읍 구룡포리에 있는 공립 중학교이다.

## 학교 연혁
- 1948년 2월 18일 : 구룡포중학원 설립인가, 장기택 원장 취임
- 1948년 5월 10일 : 재단법인 구룡포교육재단 인가, 장기택 이사장 취임, 중학교 6학급 인가
- 1951년 8월 30일 : 구룡포수산고등학교 설립인가, 초대 장기택 교장 취임
- 1971년 2월 28일 : 학교법인 구룡포교육재단 해체
- 1971년 3월 1일 : 공립학교로 전환
- 1981년 2월 28일 : 중학교 27학급 증설인가 (각 학년 9학급)
- 1983년 3월 1일 : 구룡포여자중종합고등학교 분리
- 2008년 2월 14일 : 제59회 졸업 (총인원 11,632명)
- 2022년 3월 1일 : 제31대 정원용 교장 취임
- 2024년 1월 4일 : 제75회 졸업(19명)
- 2024년 3월 4일 : 중학교 4학급 편성 신입생 9명 입학

## 참고 자료
- 구룡포중학교 - 한국교육학술정보원 학교알리미